# Zespół mieszkalny przy ul. Wierzbięcice 49–59 w Poznaniu

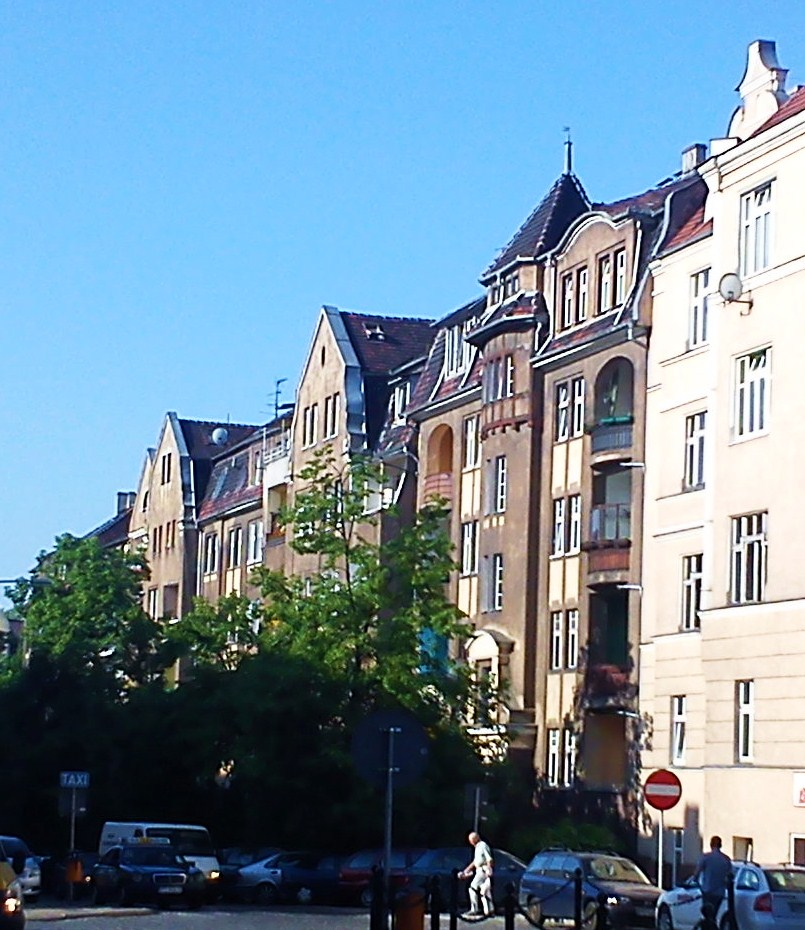
Widok ogólny

Zespół mieszkalny przy ul. Wierzbięcice 49–59 – zespół kamienic, zrealizowany w 1910, w ramach intensywnej rozbudowy włączonej do Poznania w 1900, Wildy. Znajduje się przy ul. Wierzbięcice, pomiędzy Rynkiem Wildeckim, a ul. św. Jerzego.
Tereny Wildy stały się, po włączeniu do miasta, bardzo atrakcyjne pod względem budowlanym. Były szczególnie popularne wśród licznie powstających spółdzielni mieszkaniowych, budujących tanie mieszkania dla urzędników oraz robotników rozwijających się prężnie wildeckich i dębieckich zakładów przemysłowych. W tym rejonie działała m.in. pierwsza w mieście spółdzielnia mieszkaniowa – Spar- und Bauverein.
Domy przy ul. Wierzbięcice 49–59 zbudowała Spółdzielnia Mieszkaniowa Urzędników Niemieckich (Deutscher Beamter-Wohnungs-Bau-Verein). Projektantem był silnie związany z wildeckim ruchem spółdzielczym Joseph Leimbach. Dość monumentalne fasady tych czterokondygnacyjnych kamienic mają silnie zgeometryzowane formy, dążące już ku modernizmowi, a także bardzo zredukowaną ornamentykę. Zamiast oficyn dysponują krótkimi tylnymi skrzydłami (podobnie, jak niektóre realizacje we współczesnym zespole Johow Gelände). Mieszkania posiadają po dwa lub trzy pokoje.